# Jan Kuehnemund
Jan Kuehnemund (ur. 18 listopada 1953, zm. 10 października 2013) – amerykańska wokalistka i gitarzystka rockowa, liderka grupy Vixen.

## Dyskografia
Albumy studyjne
- Vixen (1988)
- Rev It Up (1990)
- Live & Learn (2006)

Albumy koncertowe
- Extended Versions (Live in Sweden) (2006)
- Live In Sweden (2009)

Kompilacje
- The Best of Vixen – Full Throttle (1999)